# Confine tra Croazia e Ungheria

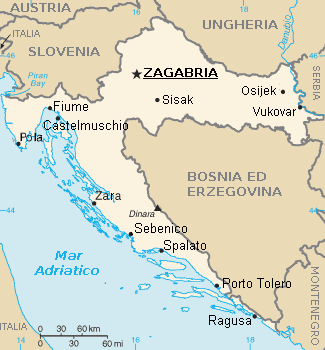
Mappa della Croazia con i suoi confini.

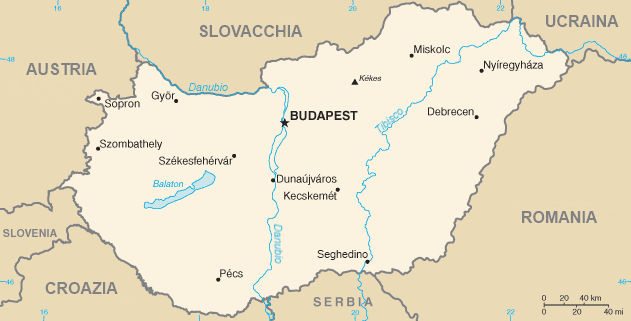
Mappa dell'Ungheria con indicati i confini.

Il confine tra la Croazia e l'Ungheria descrive la linea di demarcazione tra questi due Stati. Ha una lunghezza di 329 km.

## Caratteristiche
Il confine interessa la parte nord-orientale della Croazia e quella sud-occidentale dell'Ungheria. Ha un andamento generale da ovest verso est.
Il confine inizia dalla triplice frontiera tra Croazia, Slovenia ed Ungheria e termina alla triplice frontiera tra Croazia, Serbia ed Ungheria.
Dapprima il confine segue il fiume Mura e poi il fiume Drava.

## Regioni e province interessate
In Croazia sono poste sul confine le seguenti regioni (da ovest verso est):
- Regione del Međimurje
- Regione di Koprivnica e Križevci
- Regione di Virovitica e della Podravina
- Regione di Osijek e della Baranja

In Ungheria sono interessate al confine le province:
- Provincia di Zala
- Provincia di Somogy
- Provincia di Baranya.